# نیکی جم
نیک ریورا کامینرو (به اسپانیایی: Nick Rivera Caminero) (زاده ۱۷ مارس ۱۹۸۱)، با نام مستعار (نیکی جم)، خواننده، ترانه سرا کلمبیایی است.او با خواندن در سبک رگتون و همکاری معروف خود با ددی یانکی به‌خصوص اهنگ معروف En la cama توانست معروفیت زیادی کسب کند و جایزه های زیادی هم در طول این سال های فعالیتش تاکنون کسب کرده
او نقش جزئی در فیلم تریپل اکس: بازگشت زندر کیج داشت.
همچنین در سال 2020 در فیلم Bad boys for life ایفای نقش نمود.